# 차크라 (J스크립트 엔진)
차크라(Chakra)는 마이크로소프트가 개발한 사유 J스크립트 엔진이다. 인터넷 익스플로러 웹 브라우저에서 사용된다.
나중에 마이크로소프트는 마이크로소프트 엣지 브라우저를 위한 새로운 자바스크립트 엔진을 개발했는데 이 이름 또한 차크라이다.

## 기능
웹 브라우저와 병렬로 별도의 CPU 코어 위에서 스크립트를 JIT 컴파일을 한다는 점이 이 엔진의 독특한 기능이다.